# Lobovalgus kinduensis
Lobovalgus kinduensis är en skalbaggsart som beskrevs av Franz Antoine 2002. Lobovalgus kinduensis ingår i släktet Lobovalgus och familjen Cetoniidae. Inga underarter finns listade i Catalogue of Life.